# Liste des présidents du Parlement européen
Cet article dresse la liste des présidents du Parlement européen.

## Présidents de l'Assemblée commune (1952-1958)
| N°  | Période   |  | Nom                                               | Groupe politique européen / Parti politique national | Pays                 |
| 1er | 1952-1954 |  | Paul-Henri Spaak                                  | Socialiste/PSB                                       | Belgique             |
| 2e  | 1954      |  | Alcide De Gasperi (décédé en fonction le 19 août) | Chrétien démocrate/DC                                | Italie               |
| 3e  | 1954-1956 |  | Giuseppe Pella (intérim)                          | Chrétien démocrate/DC                                | Italie               |
| 4e  | 1957-1958 |  | Hans Furler                                       | Chrétien démocrate/CDU                               | Allemagne de l'Ouest |

## Présidents de l'Assemblée parlementaire (1958-1962)
| N° | Période   |  | Nom            | Groupe politique européen / Parti politique national | Pays                 |
| 5e | 1958-1960 |  | Robert Schuman | Chrétien démocrate/MRP                               | France               |
| 6e | 1960-1962 |  | Hans Furler    | Chrétien démocrate/CDU                               | Allemagne de l'Ouest |

## Présidents du Parlement désignés (1962-1979)
| N°  | Période   |  | Nom                 | Groupe politique européen / Parti politique national | Groupe politique européen / Parti politique national | Groupe politique européen / Parti politique national | Pays                 |
| 7e  | 1962-1964 |  | Gaetano Martino     | Libéral                                              |                                                      | PLI                                                  | Italie               |
| 8e  | 1964-1965 |  | Jean Duvieusart     | Chrétien démocrate                                   |                                                      | PSC-CVP                                              | Belgique             |
| 9e  | 1965-1966 |  | Victor Leemans      | Chrétien démocrate                                   |                                                      | PSC-CVP                                              | Belgique             |
| 10e | 1966-1969 |  | Alain Poher         | Chrétien démocrate                                   |                                                      | MRP/CD                                               | France               |
| 11e | 1969-1971 |  | Mario Scelba        | Chrétien démocrate                                   |                                                      | DC                                                   | Italie               |
| 12e | 1971-1973 |  | Walter Behrendt     | Socialiste                                           |                                                      | SPD                                                  | Allemagne de l'Ouest |
| 13e | 1973-1975 |  | Cornelis Berkhouwer | Libéral                                              |                                                      | VVD                                                  | Pays-Bas             |
| 14e | 1975-1977 |  | Georges Spénale     | Socialiste                                           |                                                      | PS                                                   | France               |
| 15e | 1977-1979 |  | Emilio Colombo      | Chrétien démocrate                                   |                                                      | DC                                                   | Italie               |

## Présidents du Parlement directement élus (depuis 1979)
| no  | Législature | Nom         | Nom                                                   | Pays        | Parti politique national | Parti politique national | Parti politique européen | Parti politique européen | Dates       |
| --- | ----------- | ----------- | ----------------------------------------------------- | ----------- | ------------------------ | ------------------------ | ------------------------ | ------------------------ | ----------- |
| 16e | 1re         |             | Simone Veil                                           | France      |                          | UDF                      |                          | PPE                      | 1979 - 1982 |
| 17e | 1re         |             | Piet Dankert                                          | Pays-Bas    |                          | PvdA                     |                          | Socialiste               | 1982 - 1984 |
| 18e | 2e          |             | Pierre Pflimlin                                       | France      |                          | UDF                      |                          | PPE                      | 1984 - 1987 |
| 19e | 2e          |             | Henry Plumb                                           | Royaume-Uni |                          | Conservateur             |                          | ACRE                     | 1987 - 1989 |
| 20e | 3e          |             | Enrique Barón                                         | Espagne     |                          | PSOE                     |                          | Socialiste               | 1989 - 1992 |
| 21e | 3e          |             | Egon Klepsch                                          | Allemagne   |                          | CDU                      |                          | PPE                      | 1992 - 1994 |
| 22e | 4e          |             | Klaus Hänsch                                          | Allemagne   |                          | SPD                      |                          | PSE                      | 1994 - 1997 |
| 23e | 4e          |             | José María Gil-Robles y Gil-Delgado                   | Espagne     |                          | PP                       |                          | PPE                      | 1997 - 1999 |
| 24e | 5e          |             | Nicole Fontaine                                       | France      |                          | UDF                      |                          | PPE                      | 1999 - 2002 |
| 25e | 5e          |             | Pat Cox                                               | Irlande     |                          | DP                       |                          | ELDR                     | 2002 - 2004 |
| 26e | 6e          |             | Josep Borrell Fontelles                               | Espagne     |                          | PSOE                     |                          | PSE                      | 2004 - 2007 |
| 27e | 6e          |             | Hans-Gert Pöttering                                   | Allemagne   |                          | CDU                      |                          | PPE                      | 2007 - 2009 |
| 28e | 7e          |             | Jerzy Buzek                                           | Pologne     |                          | PO                       |                          | PPE                      | 2009 - 2012 |
| 29e | 7e          |             | Martin Schulz                                         | Allemagne   |                          | SPD                      |                          | PSE                      | 2012 - 2014 |
| 29e | 8e          | 2014 - 2017 | Martin Schulz                                         | Allemagne   |                          | SPD                      |                          | PSE                      |             |
| 30e | 8e          |             | Antonio Tajani                                        | Italie      |                          | FI                       |                          | PPE                      | 2017 - 2019 |
| 31e | 9e          |             | David Sassoli (décédé en fonction le 11 janvier 2022) | Italie      |                          | PD                       |                          | PSE                      | 2019 - 2022 |
| 32e | 9e          |             | Roberta Metsola,                                      | Malte       |                          | PN                       |                          | PPE                      | 2022 - 2024 |
| 32e | 9e          | Depuis 2024 | Roberta Metsola,                                      | Malte       |                          | PN                       |                          | PPE                      |             |
| 32e | 10e         |             | Roberta Metsola,                                      | Malte       |                          | PN                       |                          | PPE                      |             |